# Herman Oliphant
Herman Oliphant (1884 – 1939) was hoogleraar rechtsgeleerdheid aan de Universiteit van Chicago, de Columbia-universiteit en de Johns Hopkins University. Zijn rechtsfilosofische opvattingen worden gerekend tot het Amerikaans rechtsrealisme.
Oliphant stelde dat het beginsel van stare decisis langzamerhand achterhaald was. Aanvankelijk kon deze benadering volgens hem nog gehanteerd worden, maar naarmate de maatschappij ingewikkelder werd, was een toepassing ervan niet meer mogelijk. Oliphant bepleitte in het licht van deze ontwikkeling een wetenschappelijke aanpak. Zijns inziens kan de manier waarop een rechter handelt beschreven worden in termen van stimulus en respons: de rechter reageert op de stimulus van de zaak waarover hij oordeelt.